# ブルーグレイス
ブルーグレイスは、津軽海峡フェリーが運航するフェリー。

## 概要
ブルーマーメイドの代船として内海造船瀬戸田工場で建造され2025年3月27日に進水、8月8日に室蘭発便から就航した。
船名はコーポレートカラーの「ブルー」に優雅・上品を意味する「グレイス（Grace）」を合わせ、津軽海峡圏を優雅に楽しみながら移動するイメージを込めたものとした。

### 就航航路
津軽海峡フェリー
- 室蘭港 - 青森港

## 設計
船内
- 4デッキ
  - スイート客室
  - ファースト客室
    - ファーストわんこ同伴室・ドッグバルコニー

  - スイート客室
  - ドッグルーム・ドッグバルコニー
  - コンフォート客室
  - 展望浴室
  - 喫煙室
- 3デッキ
  - ビューシート
  - スタンダード客室
    - レディースルーム
    - ファミリールーム

  - コンフォートシングル
  - エントランス
  - プロムナード
  - レセプション
    - 案内所
    - 売店

  - ゲームコーナー
  - 赤ちゃんルーム
  - オートショップ
  - ドライバーズルーム
  - ドライバーズラウンジ
  - ドライバー浴室